# Combate naval de Angamos
El combate naval de Angamos fue un enfrentamiento de la campaña naval de la Guerra del Pacífico en el que el monitor blindado Huáscar fue capturado por el núcleo de la escuadra chilena mediante una maniobra envolvente.
Si bien en los hechos estuvieron presentes los buques peruanos Huáscar y Unión, y los chilenos Lord Cochrane, Blanco Encalada, O'Higgins, Loa, Covadonga  y Matías Cousiño, en las acciones concretas el Huáscar se enfrentó a dos buques chilenos: en un principio al Cochrane, y luego entraría en la acción el Blanco Encalada con lo que la lucha finalmente terminaría. La Covadonga que estaba cerca del Blanco Encalada no tuvo fortaleza significativa al atacar al Huáscar, mientras que la O'Higgins y el Loa se limitaron a perseguir a la Unión, a la que no lograron capturar debido a su superior velocidad. El Matías Cousiño al ser solo un buque que abastecía con carbón (desarmado) a la naves chilenas no participó en la acción.
Este combate naval fue un punto decisivo en la guerra naval que favoreció a Chile ya que puso fin a las correrías del buque peruano, que hasta ese momento había sabido evitar a sus buques capitales gracias a su mayor andar y entorpecer sus líneas de abastecimiento marítimo para dificultar las acciones terrestres. También aumentó el poder naval chileno con esta nueva unidad capturada, y principalmente, le dio a Chile el control definitivo del mar para poder proyectar en forma adecuada sus fuerzas militares en territorio peruano.

## Antecedentes
Los objetivos navales de la campaña eran para ambas partes los mismos: transportar, defender y abastecer sus fuerzas terrestres e impedir los desembarcos y abastecimientos enemigos en el desierto de Atacama y, también, impedir los abastecimientos de armas por mar desde el exterior, principalmente Europa y los Estados Unidos. Perú y Chile tenían además, que defender los respectivos puertos de exportación de salitre y guano, ya que desde la ocupación de Antofagasta, este puerto era controlado por Chile.
Como veremos más adelante, Bolivia no participó en la combate naval, por lo que las fuerzas enfrentadas eran solamente las Armadas de Perú y Chile.

### Naves de guerra
No era posible en el siglo XIX diferenciar estrictamente entre una nave de guerra y una mercante, ya que los cañones eran relativamente fácil de montar o desmontar. Igualmente las características técnicas de las naves beligerantes fueron cambiando durante la guerra, por lo que no es posible dar valores definitivos. Es decir, cada lista o los criterios de selección, pueden ser considerados arbitrarios. El historiador estadounidense William Sater, en su obra Andean Tragedy,  edición de 2007, presenta en la tabla 6 una comparación entre los buques de guerra chilenos y peruanos. Este autor divide las naves en "blindados" (Ironclads), "barcos de madera" (Wooden vessels) y "torpederas" (Torpedo boats).

## La caza delHuáscar
El blindado peruano Huáscar se encontraba en su 4.ª expedición sobre las costas de Chile  junto con la corbeta Unión, en un convoy al mando del contraalmirante Miguel Grau Seminario. Ambos buques fueron vistos al sur de Huasco el 4 de octubre en la mañana y la noticia llegó a Antofagasta y a Santiago de Chile por telégrafo. El 6 de octubre, la red telegráfica chilena informó que los buques peruanos estaban en Chañaral y navegaban al norte. Los buques peruanos avistaron luces en la noche del 7 de octubre en Antofagasta y el Huáscar ingresó al puerto a la 01:00, pero al no encontrar ningún buque chileno, se retiró a las 02:00  y se reunió con la Unión en Punta Tetas,: 496  al norte de Antofagasta, a las 03:15.
El 20 de septiembre había zarpado desde Valparaíso un convoy de tropas de 2.740 hombres en los transportes Matías Cousiño, Toltén, Huanay, Paquete de Maule, Santa Lucía y Limarí, escoltado por el blindado Cochrane, la corbeta O'Higgins y los transportes artillados Amazonas y Loa. Todos estos buques habían sido reparados recientemente. El convoy arribó a Antofagasta el 25 y desembarcó a partir del 26, mientras ese día llegó el Cochrane a Mejillones para proteger al blindado Blanco Encalada, que estaba en mantenimiento en ese puerto, a diferencia de los demás buques chilenos que lo hicieron en Valparaíso. En el Amazonas viajaba el capitán de navío Galvarino Riveros Cárdenas, recién nombrado comandante en jefe de la escuadra de Chile. El comandante Riveros había recibido instrucciones del gobierno el 17 de septiembre, firmadas por el ministro del interior Domingo Santa María, sobre incursionar de inmediato a Arica en un período de doce días, y apoyar, luego, la invasión del territorio peruano.
En la noche del 26 de septiembre hubo una Junta de Guerra en Antofagasta presidida por Rafael Sotomayor, ministro de guerra y marina en campaña. En la junta se concluyó que era posible efectuar una expedición del ejército en territorio peruano con toda la escuadra escoltando el convoy. Se formaron dos divisiones: la 1.ª División, al mando del propio Riveros y conformada por los buques Blanco Encalada, Covadonga y Matías Cousiño; y la 2.ª División, al mando del capitán de fragata Juan José Latorre Benavente, conformada por el Cochrane, el O'Higgins y el Loa. Latorre había sido nombrado, días atrás, comandante del Cochrane y su división estaba conformada por los buques más rápidos.
El 28 de septiembre, el comandante Riveros asumió el mando del Blanco Encalada, al mismo tiempo que renunciaba el capitán de navío Juan Esteban López, su comandante desde antes de la guerra. Ese mismo día, zarpaba de Mejillones el transporte artillado Amazonas, al mando del capitán de fragata Manuel Thomson, para ir a Panamá a dar caza al transporte peruano Oroya, del que se sabía navegaba a Panamá a recoger un cargamento de armas, razón por la cual el capitán Thomson no estuvo en la caza del Huáscar. La noticia recibida el 30, era que sólo el Huáscar estaba en Arica.
El miércoles 1 de octubre, la escuadra chilena se reunió en Mejillones y el comandante Riveros realizó un Consejo de Guerra, en donde se acordó que la escuadra zarparía el 2 de octubre a las 1:20, navegaría lejos de la costa y se situaría a 50 millas de Arica.[cita requerida] En este punto, se prepararían las lanchas a vapor de los blindados, armadas con torpedos de botalón y la escuadra navegaría detrás de ellos hasta llegar a 6 millas del puerto, mientras las lanchas intentarían torpedear, protegidas por la noche, a los buques peruanos. Si el ataque tenía éxito, la escuadra atacaría los buques que quedasen y las baterías de tierra. Si el ataque fracasaba, los blindados atacarían al Huáscar o cualquier otro buque de guerra y el resto, atacaría las baterías. Si no hubiera ningún buque, se debería mandar a la 2.ª División junto con el Matías Cousiño a recorrer los puertos peruanos hasta el Callao a buscar al Huáscar, mientras el Blanco Encalada y la Covadonga regresarían a Antofagasta.
La escuadra zarpó el 2 de octubre como estaba acordado. El 3 se les unió el Loa, que trajo la noticia desde Tocopilla de que el Huáscar y la Unión habían salido de Arica llevando tropas a Iquique y luego, supuestamente al sur, pero Riveros decidió seguir con su plan. Se planeó que las lanchas atacaran la madrugada del 4, pero un accidente en la maniobra del Blanco Encalada, retardó el ataque un día. A las 15:30 del día 4 se inicia la aproximación a Arica, con el Loa remolcando a las lanchas para el ataque, planeado a las 02:00 del día 5, pero se largó a las lanchas a las 03:00 y se calculó mal la distancia; las lanchas no llegaron y Riveros ordenó el regreso de las lanchas a las 05:00. Se reconoció el puerto y de unos pescadores se obtuvo la noticia de que el Huáscar y la Unión estaban en el sur. A las 08:00 se realizó un nuevo Consejo de Guerra a bordo del Blanco, determinándose que la 2.ª División navegase directo a Mejillones, fuera de la costa y con escala en Tocopilla, mientras la 1.ª División debía regresar a Arica a las 18 horas e intentar torpedear a la cañonera Pilcomayo.
A las 09:30 del 5 de octubre, zarpó de Arica la cañonera peruana Pilcomayo por órdenes del presidente Mariano Ignacio Prado para reconocer a la escuadra chilena, lo que realizó a las 10 horas. A las 09:50, se separó del convoy chileno la cañonera Covadonga y luego la corbeta O'Higgins. Se desató un combate entre la Pilcomayo y la O'Higgins a 6 millas de Arica, entre las 10:30 y las 11:30, en el cual la Pilcomayo disparó 21 tiros y la O'Higgins respondió con 16 tiros. Riveros desistió de intentar torpedear a la Pilcomayo por la poca confianza en el poder efectivo de los torpedos de botalón y su división viajó directo a Mejillones.
En la noche del 6 de octubre, arribó a Mejillones la 2.ª División de Latorre, y a las 09:40 del día 7, arribó la 1.ª División de Riveros. Ahí se estableció un plan en el cual la 1.ª División debía recorrer la costa y la 2.ª División debía andar detrás de ella y a 20 millas de la costa. A las 19:00 del día 7, el ministro Sotomayor mandó un telegrama a Latorre, pues pensaba que Riveros ya estaba navegando a Antofagasta, de cruzar frente a Mejillones a distancia de 50 millas de la costa y dirigirse en seguida a cruzar entre Iquique y Arica. Se reunió un consejo y Riveros ordenó a Latorre reducir la distancia de 20 a 15 millas. Después de la reunión, la 1.ª División zarpó de Mejillones a las 10:00 con la misión de patrullar la ensenada de Antofagasta y se entabló una conversación telegráfica entre Sotomayor y Latorre, decidiéndose que la 2.ª División no se alejara más de 20 millas de Mejillones y que después se establecería en cabo Paquica, 10 millas al norte de Tocopilla, a esperar el paso de los buques peruanos hasta la noche del 10, tras lo cual viajaría al norte, llegando a Iquique el amanecer del 11 y el 12 en Arica, mientras el Blanco Encalada debía continuar viaje a Valparaíso.
Se tenía la seguridad de que la 1.ª División naval perseguiría los buques peruanos que se dirigían al norte y serían interceptados por la 2.ª División naval.

## Fuerzas presentes
El resultado de la batalla fue determinado principalmente por el número de embarcaciones pero también por las características técnicas de las naves enfrentadas. Las fragatas blindadas chilenas Cochrane y Blanco Encalada eran más modernas y tenían un blindaje de dos veces el espesor de la coraza del Huáscar. Aunque el calibre de los cañones chilenos de 9 pulgadas (250 libras) era menor al de los peruanos de 10 pulgadas (300 libras), también contaban con mayor número de cañones (12 versus 2), además de los proyectiles Palliser con alta capacidad de perforación de blindaje. El monitor peruano, sólo contaba con los ordinarios proyectiles ojivales que no lograron dañar significantemente a las fragatas blindadas.
Las posibilidades del monitor estaban basadas en su posible mayor velocidad que le había permitido realizar sus correrías, pero tras los carenados y reparaciones a las calderas hechas en las fragatas chilenas, la fragata Cochrane podía igualar o sobrepasar al Huáscar. La fragata Blanco Encalada con sus 9 nudos no hubiese tenido éxito persiguiendo al escurridizo monitor.
Otra opción de Grau era por lo menos dañar una de las fragatas con su espolón, lo que intentó, pero el golpe fue anticipado por los chilenos y significó solo una pérdida de velocidad para Grau.
| | Barco de guerra | Desplazamiento (t.l.) | Potencia Caballos de vapor | Velocidad (Nudos) | Blindaje (Pulgadas)   | Artillería principal | Año de Const. |  |
| Perú |                 |                       |                            |                   |                       |                      |               |  |
| Huáscar                                                                                                   | 1130            | 1200                  | 10–11                      | 4½                | 2x300–pounders        | 1865                 |               |  |
| Unión | 2016            | 450                   | 13                         | sin blindaje      | 12 × 162 mm           | 1865                 |               |  |
| Chile |                 |                       |                            |                   |                       |                      |               |  |
| Lord Cochrane                                                                                             | 3560            | 3000                  | 9–12.8                     | hasta 9           | 6x9 pulgadas Palliser | 1874                 |               |  |
| Blanco Encalada                                                                                           | 3560            | 3000                  | 9–12.8                     | hasta 9           | 6x9 pulgadas Palliser | 1874                 |               |  |
| Matías Cousiño                                                                                            | 877             | 100                   | 9                          | sin blindaje      | no armado             | 1859                 |               |  |
| O'Higgins                                                                                                 | 1870            | 1200                  | 10                         | sin blindaje      | 3 × 177.8 mm          | 1868                 |               |  |
| Loa | 1010            | 1200                  | 12                         | sin blindaje      | 2 × 152.4 mm          | 1873                 |               |  |
| Covadonga                                                                                                 | 630             | 140                   | 7                          | sin blindaje      | 2 × 70 lb             | 1859                 |               |  |
| Datos de W. Sater y otros. El Cochrane y el Blanco Encalada usaban proyectiles antiblindaje Palliser: 436 |                 |                       |                            |                   |                       |                      |               |  |

La oportuna retirada de la Unión estaba dictada por las leyes de la razón, no hubiese logrado vencer a las cinco naves chilenas y su pérdida hubiese dejado al Perú solo como espectador en la posterior campaña naval. Entre la tripulación de la corbeta Unión, se hallaba Manuel Sebastián Ugarte a la postre, Héroe de la Medicina Naval del Perú (por su sacrificio en Combate de Lanchas Torpederas, durante el bloqueo naval de El Callao).

## ElHuáscary laUniónen la red

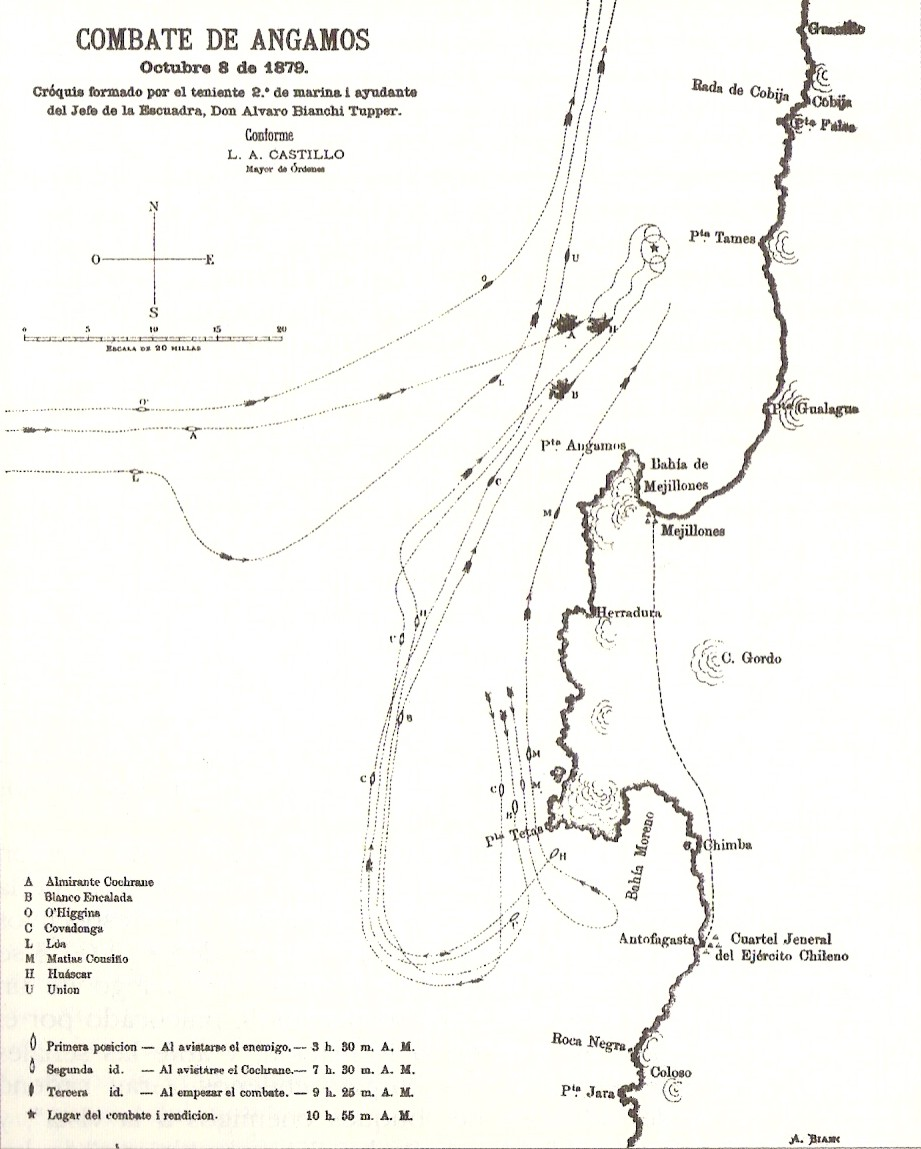
Croquis de los movimientos previos al combate.

Al amanecer del miércoles 8 de octubre, las naves de guerra peruanas navegaban con rumbo norte. A las 03:30, se avistan mutuamente en rumbos opuestos, los buques peruanos Huáscar y  Unión, al mando del contralmirante Grau, con la 1.ª División naval chilena (Blanco Encalada, Covadonga y Matías Cousiño), al mando del comandante Riveros, que trataban de cerrarles el paso al norte. Identificados los humos por los vigías del Huáscar, Grau ordenó las maniobras evasivas, poniendo proa al oeste y luego, ordenó sucesivamente poner proa al sudoeste y al norte. La Unión botaba, a propósito, gran cantidad de humo, por lo que el Blanco comandada por Riveros y la Covadonga por el capitán Manuel Jesús Orella empezaron a seguirlo, dando tiempo al Huáscar de desplazarse al norte. Recién a las 05:40, Grau identificó a los buques que lo perseguían: el blindado Blanco Encalada, la goleta Covadonga y el carbonero Matías Cousiño y al notar que la distancia, que era de 6 millas, se mantenía o aumentaba, ordenó reducir la velocidad a unos 9 nudos mientras la división de Riveros navegaba entre 7,5 y 9 nudos.
A las 07:15, los buques peruanos divisaron otros tres humos hacia el noroeste, en la misma dirección hacia donde navegaba la formación peruana: era la 2.ª División naval chilena, a una distancia de 22 millas, conformada por el blindado Cochrane, la corbeta O'Higgins y el transporte artillado Loa. Grau ordenó, a las 08:30, aumentar la velocidad, llegando a 10,75 nudos y poner proa al noreste, pero el Cochrane llegó a 12 nudos. Los buques peruanos tenían el paso al este cerrado por la costa, el noroeste, por la División Latorre y al sur por la División Riveros, no quedándoles otra opción que forzar rumbo al norte. Debido a esto, el capitán Aurelio García y García comprendiendo que la única posibilidad de escape estaba del lado de su buque, mucho más rápido, y teniendo en cuenta las instrucciones de guerra establecidas para tales circunstancias, forzó el andar de la Unión alejándose del Huáscar en su huida y observando como este buque se enfrentaba en un comienzo al Cochrane.
Ante el escape de la Unión, Latorre por medio de señales ordenó que los buques chilenos O'Higgins y Loa iniciarán su persecución, dada la baja velocidad del O'Higgins este se fue quedando atrás, ordenando al Loa seguir a la corbeta. Este, el Loa, logró en cuatro ocasiones ponerse al costado de la Unión y rompiendo fuego sobre esta con la esperanza de que se detuviera a responder y así darle la oportunidad de acortar distancia a la O'Higgins, más dada la amplia distancia que separaba a estos dos buques de la O'Higgins, el comandante del Loa, Javier Molina, suspendió la persecución hasta esperar las indicaciones de Jorge Montt, comandante de la corbeta chilena, quien a las 19:00 desestimaría la persecución al ver que la distancia que les llevaba la Unión no lograrían acortarla permitiéndole así huir a la Unión gracias a su mayor velocidad. La Unión finalmente fondearía en Arica en la madrugada del 9 de octubre.

## Desarrollo del combate

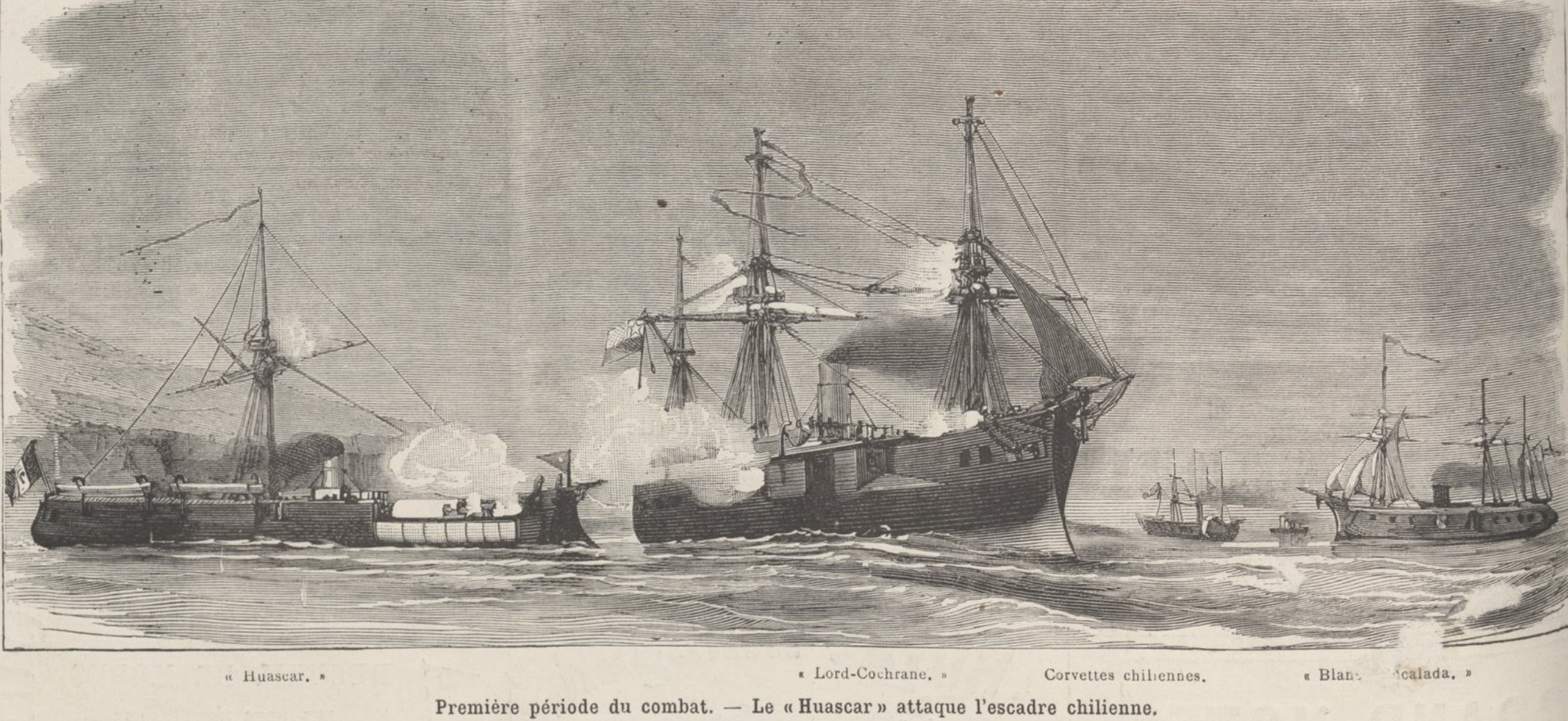
Primeros momentos del combate: el Huáscar ataca a la escuadra chilena. En Le Monde Illustré (1880).

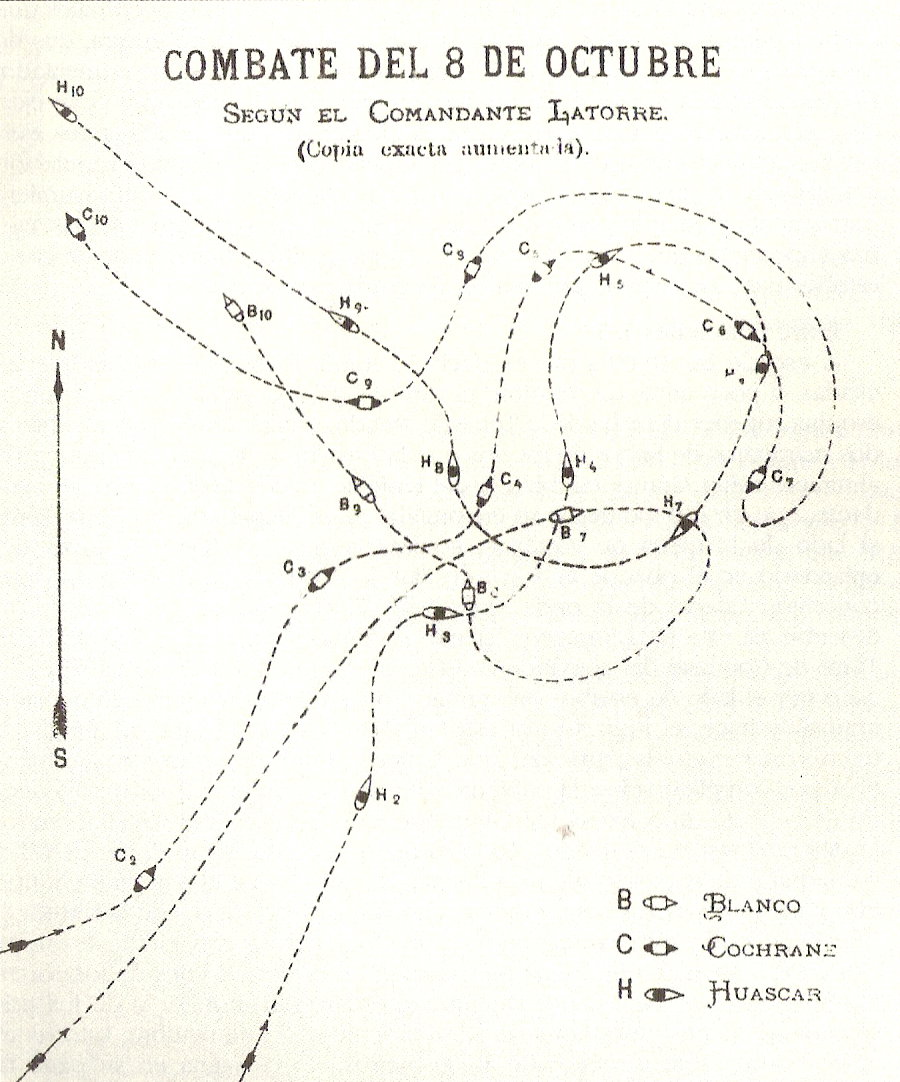
Croquis del combate de Angamos.

A las 09:40, el monitor Huáscar abrió fuego disparando una andanada de su artillería principal contra el Cochrane a una distancia de 200 metros. La andanada no fue contestada por el Cochrane, que continuó acercándose, al igual que el Blanco Encalada y la Covadonga. Un tiro de la siguiente andanada del Huáscar rebota en el mar e impacta en la amura de estribor del Cochrane, por encima de la faja blindada, penetrando en la cocina, causando destrozos, cayendo finalmente sobre la cubierta sin estallar. A las 09:48, a una distancia de 200 metros, el Cochrane abre fuegos con sus cañones de proa y centro de estribor. Uno de estos disparos impactó en el castillo de proa del Huáscar arrojando el mascarón de proa al mar. Otro tiro del Huáscar impactó en la batería de estribor del Cochrane con ángulo de 30° produciendo una abolladura de 3 pulgadas en el blindaje.
A las 09:50 se producen los tiros más certeros del Cochrane. Una granada perforó el costado de babor, sobre la línea de flotación, explotando y dejando fuera de combate a 12 hombres que operaban los manubrios para ronzar la torre de artillería. Otra granada perforó el blindaje sobre la línea de flotación en el mismo costado rompiendo el guardín de babor de la rueda del timón de combate. Sin gobierno, el Huáscar vira a estribor. Después de 5 a 10 minutos, se restablece el gobierno mediante el sistema de emergencia, que estaba en la popa debajo de la cámara del comandante. Una decena de hombres acciona la caña del timón mediante parejos, recibiendo órdenes por mensajeros.
A las 10:00, una granada impactó en la esquina superior derecha de la torre de mando, atravesó su blindaje y explotó, matando al contraalmirante Miguel Grau Seminario y por la onda expansiva, al teniente 1.º Diego Ferré, quien estaba comunicándose con Grau a través del enjaretado en el piso de la torre. Muerto el comandante de la nave peruana, asumió el mando el segundo comandante, el capitán de corbeta Elías Aguirre Romero, que estaba en la torre giratoria de artillería. El Huáscar reasumió rumbo al noreste y el Cochrane se mantuvo por la aleta de babor.
A las 10:10, Latorre observó que el pabellón del Huáscar estaba sobre cubierta y ordenó suspender el fuego, pensando que la nave se rendía. Sin embargo, el monitor mantuvo su andar y a los pocos minutos un oficial no identificado la volvió a izar. Posteriormente los oficiales del buque chileno creyeron reconocer al teniente Enrique Palacios el que la volvió a izar, cuando este cayó prisionero, mortalmente herido.
A las 10:15 se reanuda el combate, Latorre ordena abrir fuego. A las 10:22, el Blanco Encalada y la Covadonga habían acortado distancias hasta los 200 m por la aleta de estribor del blindado peruano y abrieron fuego. El Huáscar quedó de esta manera encerrado entre los dos barcos chilenos.
Elías Aguirre dirigió sus fuegos contra el Blanco Encalada e intentó embestirlo con el espolón, pero el blindado chileno esquivó el golpe. En ese momento, una granada disparada por el Blanco Encalada perfora la torre de artillería, por la izquierda de la porta del cañón de la derecha, explotando en el interior y matando a casi todos los sirvientes de las dos piezas de artillería. En esa acción fue herido el capitán de fragata graduado Manuel Melitón Carvajal Ambulodegui, que fue llevado al departamento de máquinas para atenderlo. El cañón derecho quedó inhabilitado porque la explosión averió el compresor y la sobremuñera derechos. Se llevó dotaciones de relevo, inexpertas, para continuar el fuego solo con el cañón de 254 mm de estribor.
Una granada disparada por uno de los blindados chilenos atravesó la cámara de oficiales y camarotería (Departamento de cámaras), llegando hasta el Departamento de Máquinas, produciendo grandes destrozos e inhabilitándola como tópico de sangre (léase enfermería). Cuando se perdió el control de gobierno, el Huáscar empezó a dar un amplio círculo de giro hacia estribor. Latorre intentó aprovechar esto para espolonear el monitor, pero el Huáscar pasó libre por la proa del Cochrane a las 10:25. El Blanco Encalada también viró a estribor que lo llevó a colocarse en la proyección del círculo de giro del Huáscar y a las 10:29, pasó libre a 23 m por la popa del Huáscar, aprovechando para dispararle una andanada, pero quedando entre el Cochrane y el Huáscar. Esta acción obligó al Cochrane, que estaba a 200 m por la aleta de babor del Huáscar, a girar en redondo a babor para evitar una colisión contra el Blanco Encalada, llegando a distanciarse a 1200 m del Huáscar. El Blanco Encalada también quiso evitar la colisión y giró a estribor.
Elías Aguirre recuperó el gobierno del Huáscar mediante el sistema de emergencia y enrumbó hacia el Cochrane para espolonearlo: Latorre también decide espolonear al Huáscar, pero el blindado peruano cae a babor y su popa pasa a 5 m por la proa del Cochrane a las 10:37. Durante estas acciones, los tiros no cesaron en ambas partes, pero el Huáscar tenía limitada respuesta porque solo le quedaba un cañón en la torre artillera. El continuo intercambio de disparos generó graves daños y bajas a bordo del Huáscar.
A las 10:40, los dos blindados chilenos están por la aleta de babor del Huáscar. Una granada perforó la torre de artillería y explotó hiriendo mortalmente a sus operadores, incluido el comandante Aguirre.
Muchos tiros perforaron la chimenea, desprendiendo hollín y humo, que entró al departamento de calderas, impidiendo leer los manómetros y niveles de agua. En una de las calderas, el agua bajó mucho de nivel y se quemaron todos sus tubos, produciendo un gran escape de vapor. Paralelamente, los fusileros colocados en las tres cofas de los blindados chilenos, mataron a 3 de los 4 operadores de la ametralladora Gatling del Huáscar y el último cayó a cubierta. Varias granadas perforaron el blindaje del departamento de máquinas y, al estallar, mataron a varias personas en el pasadizo de máquinas e hiriendo a otras, como al cirujano mayor Santiago Távara y a John Griffiths, comandante del velero chileno apresado Coquimbo.
Herido el capitán de fragata Melitón Carvajal y muerto el teniente primero José Melitón Rodríguez Pérez, el mando del Huáscar recayó en el joven teniente primero Pedro Gárezon Thomas, quien asumió el control de la nave a las 10:48, cuando ésta se encontraba ingobernable y totalmente averiada. Nuevos incendios se desataron a bordo, a proa y en la torre, con una caldera inutilizada, con parte de la tripulación muerta o herida y con solo cuatro oficiales de guerra a bordo, el teniente Gárezon convocó a los tenientes segundos Fermín Díez Canseco y Gervasio Santillana y al alférez de fragata Ricardo Herrera, con quienes decidió hundir la nave antes que entregarla rendida. A las 10:54 el alférez Herrera da la orden: 525 a Mac Mahon, antes del combate, había acordado con el contraalmirante Miguel Grau Seminario que el aviso para hundir el buque debía ser con 30 minutos de anticipación, al primer maquinista de la nave, Samuel Mac Mahon, de abrir las válvulas para que inundase la sala de máquinas y el resto del buque. Mac Mahon evacúa a los heridos del pañol de máquinas, detiene las máquinas y abre las válvulas.

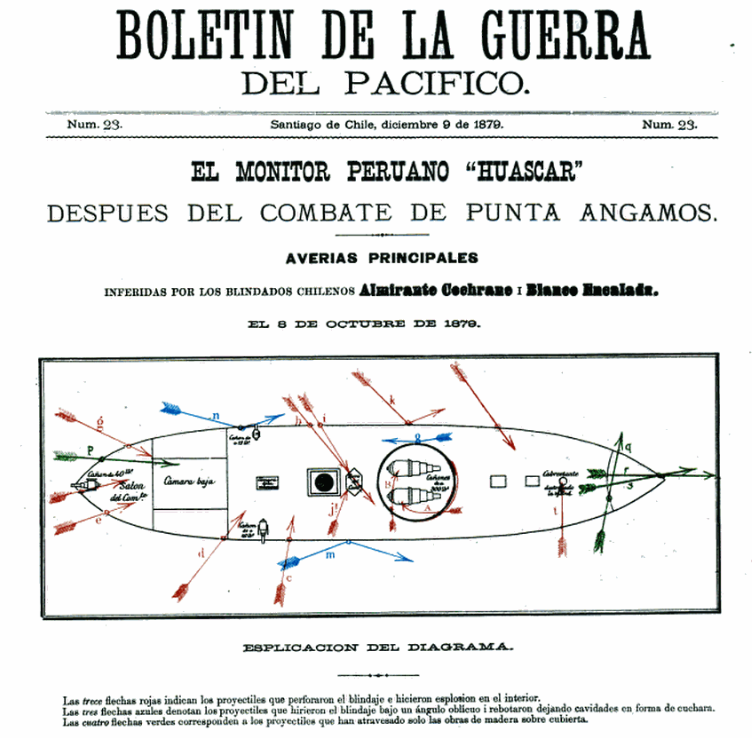
Cañonazos sobre el Huáscar, según el "Boletín de la Guerra del Pacífico".

Informes de Oficiales chilenos, participantes del combate, señalan que a las 10:55 parte de la tripulación del Huáscar arria la bandera en muestra de rendición, además de que sobre el puente, del monitor, se veía a varios tripulantes agitando pañuelos blancos. Sin embargo, el informe oficial peruano del teniente primero Pedro Gárezon, que quedó finalmente al mando del Huáscar, y el testimonio posterior del historiador Benjamin Vicuña Mackenna, quien fue el encargado de hacer entrega del pabellón peruano capturado al Museo Histórico Nacional, indican la rotura de la driza que sostenía la bandera peruana a consecuencia de un disparo del Cochrane. Mientras desde los blindados chilenos se observa que el buque peruano disminuye su avance y no presenta pabellón de combate en su mástil principal, se preparan las embarcaciones para abordarlo y capturarlo; el Cochrane estaba a 15 m por la aleta de estribor y el Blanco por la aleta de babor. Frente a esta situación tripulantes del Huáscar se arrojaron por las bordas de la nave, los que posteriormente serían rescatados por orden del capitán del Blanco Encalada. A las 11:08 el Huáscar se detiene y a las 11:10 es abordado por los marinos chilenos, encabezados por el joven Teniente 2º de Artillería de 23 años Policarpo Toro Hurtado, quien mantiene un breve diálogo con el teniente Gárezon dando a entender la incapacidad de la tripulación peruana de seguir combatiendo, por lo que en un gesto muy sentido de victoria y recordando a quien fuera su profesor durante su etapa de cadete en la Escuela Naval, el comandante Arturo Prat Chacón, con su sable en la mano derecha, reclama oficialmente la captura y propiedad del Huáscar a nombre de la armada chilena, por lo que ordena que la dotación de 24 marinos chilenos tomaran el monitor e inmediatamente conminaran por la fuerza a los maquinistas a cerrar las válvulas. En esos momentos, el Huáscar tenía 1,2 m de agua en la sentina. La marinería chilena se empeñó en apagar los múltiples incendios que había a bordo del monitor, mientras que la tripulación peruana era trasbordada a los buques chilenos en calidad de prisioneros de guerra.
En el combate, el Cochrane tuvo 10 heridos, uno de los cuales murió luego. El Huáscar tuvo en el combate 33 muertos, 24 heridos graves, 3 heridos leves y 144 ilesos, todos hechos prisioneros. Después del combate murieron 8 más, entre los que estaba el teniente Palacios. El Cochrane disparó 45 granadas Palliser de 250 libras, 12 granadas de 20 libras, 16 proyectiles de 7 libras, 560 tiros de la Ametralladora Nordenfelt y mil tiros de rifle.
El Blanco Encalada disparó 31 granadas Palliser de 250 libras, 6 granadas de 20 libras, 4 proyectiles de 9 libras, 2 proyectiles de 7 libras, 350 tiros de Ametralladora Nordenfelt y mil tiros de rifle. La Covadonga, cuando estuvo a tiro de cañón, realizó un disparo casi al término del combate. El Huáscar disparó 40 granadas de 300 libras y unas 6 granadas con sus cañones menores de 12 y 40 libras, además de varios tiros de rifle y de Ametralladora Gatling .44. En el combate, el Huáscar recibió 24 proyectiles, 16 de ellos eran Palliser, que dañaron un cañón de 300 libras, destrozó el cañón de 12 libras e hizo perder el gobierno del buque en 3 ocasiones, entre otros daños. El Cochrane recibió 3 proyectiles  que no le produjeron daños materiales graves.

## Epílogo
Tras la captura del Huáscar, el teniente Pedro Gárezon pidió a Simpson, el teniente chileno del Cochrane, poder buscar el cadáver del contraalmirante Grau el cual no había sido encontrado aún. La búsqueda del cadáver de Grau se prolongó hasta las 17:00. El hallazgo lo hizo el propio Gárezon entre los restos destruidos de la torre de mando:

... un trozo de pierna blanca y velluda, solo desde la mitad de la pantorrilla al pie, el que estaba calzado con botín de cuero; y la capellada del botín había desaparecido como si se la hubiese cortado cuidadosamente con una cuchilla muy fina sin dañarse la suela ni las uñas de los dedos, que estaban completamente desnudos.: 545 

Una vez controlados los incendios a bordo del Huáscar, Riveros nombra al capitán de corbeta Guillermo Peña comandante accidental del Huáscar al mando del cual llegó a Mejillones, escoltado por el Matías Cousiño y los dos blindados, a las 15:00 del mismo 8 de octubre. Ese mismo día, al iniciarse el combate, se había ordenado al transporte artillado Copiapó, navegar desde Antofagasta hasta Mejillones llevando cirujanos y otros elementos de auxilio. A las 11:15 del día 9 fondearon en Mejillones la O'Higgins y el Loa, luego de su persecución de la Unión que se extendió hasta Huanillos.
La muerte del contraalmirante Grau fue muy sentida en la escuadra chilena, como lo testifica el parte pasado por el comandante Galvarino Riveros:

...La muerte del contraalmirante peruano, don Miguel Grau, ha sido, señor comandante general, muy sentida en esta Escuadra, cuyos jefes y oficiales hacían amplia justicia al patriotismo y al valor de aquel notable marino.' : 495 

Al día siguiente se celebraron las honras fúnebres en homenaje a los muertos del monitor Huáscar, asistiendo el ministro de la guerra Rafael Sotomayor, el general en jefe Erasmo Escala, el jefe de Estado Mayor Emilio Sotomayor, el comandante en jefe de la escuadra Galvarino Riveros Cárdenas, los comandantes de los buques de la escuadra y altas personalidades. Formaron los batallones Chacabuco y Zapadores al mando de sus respectivos comandantes. Las tropas del batallón Chacabuco rindieron los honores de Ordenanza al comandante Grau y a cada uno de los oficiales y tripulantes fallecidos en el combate.
Al Huáscar se le hicieron reparaciones temporales y el día 10 navegó a Antofagasta. El Huáscar llegó a Valparaíso el 20 de octubre, previa escala en Chañaral, Caldera, Huasco y Coquimbo.

## Consecuencias
Sobre la importancia del combate de Angamos en el curso de la guerra, escribe Gonzalo Bulnes: : 98 
"Nunca podré insistir lo bastante en la importancia que tenia el dominio del mar conquistado por nuestros marinos ruda y gloriosamente. La guerra del Pacífico se habia decidido en Angamos."

Técnicas
- La munición Palliser de 250 libras tuvo efectos devastadores contra el Huáscar. Fue el primer empleo en combate de dichos proyectiles antiblindaje.[27]
- Informes sobre el combate aparecieron en varias revistas europeas y estadounidenses.[28]

Políticas
- La batalla fue el golpe serio dado a la armada peruana que era una de las condiciones que se había impuesto el gobierno de Chile en reunión del 19 de abril para endurecer las condiciones de paz, es decir, la anexión de Tarapacá, siendo la segunda el retiro de Bolivia de la alianza.[notas 1]

- Alejamiento argentino de una entrada a la guerra.[31]: 264
- Debilitamiento político de M. I. Prado en Perú, pero también de H. Daza en Bolivia: "Un soplo de muerte heló los corazones" cita R. Querejazu a Mariano Baptista tras la llegada de la noticia.[32] : 301

Navales y militares
- La captura del monitor Huáscar, junto con la muerte del comandante Miguel Grau Seminario, le dio a Chile el dominio del mar y la libertad de acción para sus posteriores operaciones terrestres. Las cuales comenzaron por el desembarco y combate de Pisagua, para obligar la retirada del puerto de Iquique y el abandono de la provincia de Tarapacá. Al mismo tiempo, evitó que los aliados pudieran efectuar concentraciones de sus ejércitos en el sur del Perú. Tampoco tendría el Perú la posibilidad de iniciar un ataque terrestre a las fuerzas chilenas en Antofagasta porque no podía abastecerlas por mar.[31] : 263
- Reducción de la capacidad naval de Perú, aumento de la chilena

Personales
- El 31 de octubre, el gobierno chileno ascendió a Galvarino Riveros a la clase de contraalmirante y a Juan José Latorre a capitán de navío graduado.
- El capitán Aurelio García y García solicitó someterse a investigación por su actuación en Angamos el 14 de octubre de 1879 para dejar claro su honor.[33] El 30 de julio de 1880 se promulga la resolución suprema que lo absuelve de toda responsabilidad.
- Pérdida del mejor marino peruano.

Históricas
- En el Perú, por decreto promulgado el 27 de octubre de 1879 se resolvió tributar honras fúnebres de presidente de la república al contraalmirante Miguel Grau y se declaró duelo en todo el país el 29 de octubre. El 28 de octubre se promulgó otra que en uno de sus artículos especifica que el buque más poderoso de la Marina de Guerra del Perú debe llevar el nombre de Almirante Grau. El 8 de octubre se recuerda en el Perú tanto el combate de Angamos de 1879 como la creación de la Marina de Guerra del Perú en 1821 y es feriado nacional.

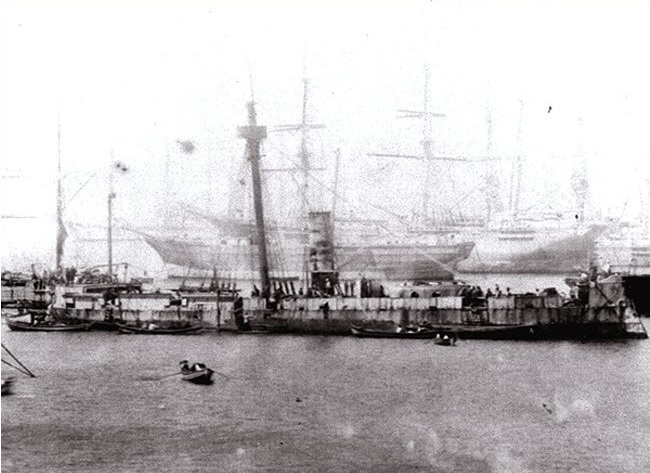
Monitor Huáscar después del combate naval de Angamos.
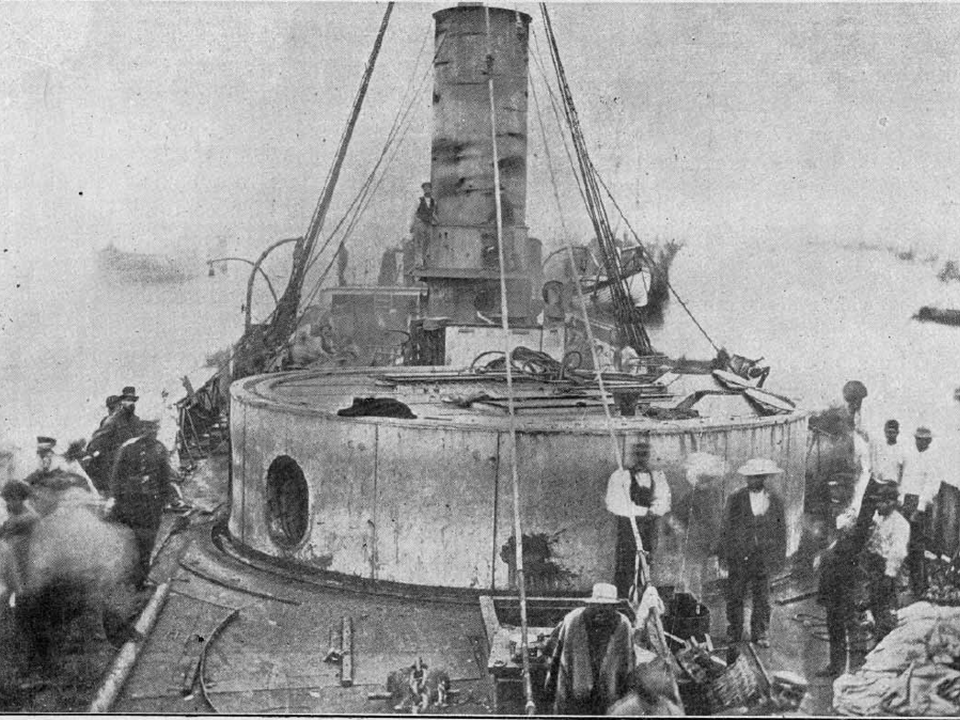
Daños en la cubierta principal y la torre de artillería.
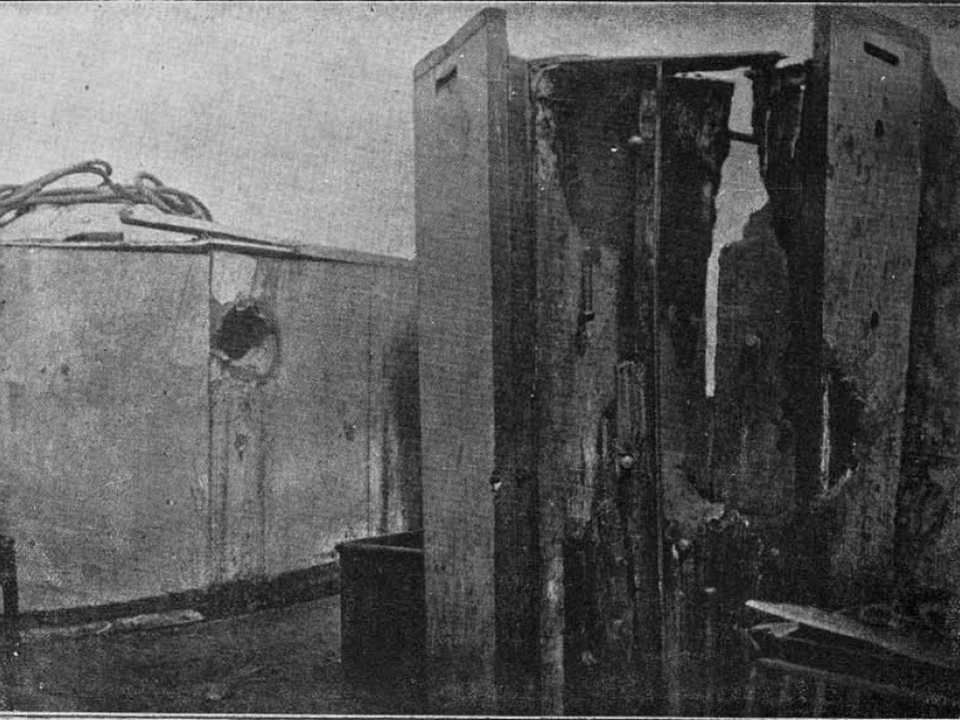
Daños en la torre de mando.
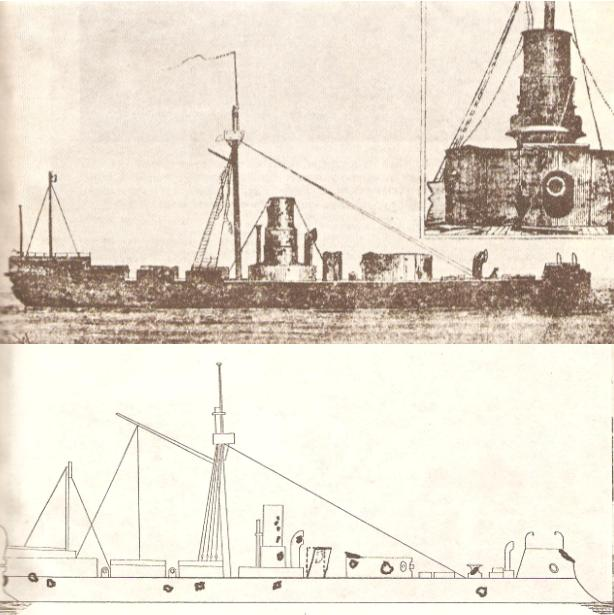
Daños e impactos recibidos por el Huáscar

- Desde el 9 de octubre, el gobierno chileno planteó un canje de prisioneros, entre los peruanos del Huáscar por los chilenos de la corbeta Esmeralda y el transporte Rímac. La iniciativa fue recogida por el encargado de negocios de Gran Bretaña en Chile, quien escribió a su colega en el Perú y este retransmitió su interés al ministro de relaciones exteriores peruano. Se firmó en Lima, el 23 de noviembre de 1879, el canje propuesto, pero ese día, los prisioneros de la Esmeralda zarparon de Iquique a Valparaíso, por lo que el protocolo no entró en vigor. Se firmó un nuevo protocolo el 8 de diciembre, esta vez, intercambiando los prisioneros peruanos del Huáscar y de la Pilcomayo por los del Rímac, cumpliéndose esta vez.